# Hodei
A la mitologia basca, Hodei (basc: Núvol) era un geni causant dels trons, llampecs i tempestes. Atemoria als camperols fent malbé les seves collites amb els seus rajos. Segons els relats, es mostra en forma de núvol de tempesta, i és el geni o déu del cel. Va ser el substitut de l'antic déu Ortzi o Urtzi. Ocasionalment, apareix en les llegendes com a fill malvat de Mari, cap dels genis.
Com a remei als seus mals, s'acudeix als remeis màgics o les oracions a Déu. A Donoztiri (Lapurdi) s'encenen espelmes beneïdes, es cremen branques de llorer a la casa o se situa una destral al llindar de la porta principal de la casa, amb el tall cap amunt, per conjurar-lo i aplacar la seva fúria.